# Philometra gaosalis
Philometra gaosalis är en fjärilsart som beskrevs av Walker 1859. Philometra gaosalis ingår i släktet Philometra och familjen nattflyn. Inga underarter finns listade i Catalogue of Life.